# دهچر
دهچر، روستایی است از توابع بخش بندپی شرقی شهرستان بابل در استان مازندران ایران.

## جمعیت
این روستا در دهستان سجادرود در بخش بندپی شرقی قرار دارد و برابرسرشماری مرکز آمار ایران در سال ۱۳۸۵، جمعیت آن ۴۱ نفر (۱۰خانوار) بوده‌است.پیشه ی بیشتر باشندگان این روستا دامپروری و باغبانی است . این روستا در کیلومتر جهار جاده ی گلوگاه به فیروزجاه قرار دارد.این روستا ترکیبی از آبادی های دهچر و قلعه و چوکَل است . خاندان ساکن در این روستا؛ مهرعلی تبارفیروزجایی، محسن تبار فیروزجایی و ادبی فیروزجایی هستند .